# Élection présidentielle centrafricaine de 1999
L'élection présidentielle centrafricaine de 1999 se déroule le 19 septembre 1999 . Au terme du scrutin, la participation atteint 59,1 % des électeurs inscrits. Le président sortant, Ange-Félix Patassé, est réélu dès le premier tour avec une majorité de 51,63 % et 517 993 voix.

## Résultats
| Candidats                | Candidats                | Partis                   | Voix      | %     |
| ------------------------ | ------------------------ | ------------------------ | --------- | ----- |
|                          | Ange-Félix Patassé       | MLPC                     | 517 993   | 51,63 |
|                          | André Kolingba           | RDC                      | 194 486   | 19,39 |
|                          | David Dacko              | MDD                      | 111 868   | 11,15 |
|                          | Abel Goumba              | FPP                      | 66 218    | 6,06  |
|                          | Henri Pouzère            | Ind.                     | 42 038    | 4,19  |
|                          | Jean-Paul Ngoupandé      | PUN                      | 31 952    | 3,14  |
|                          | Énoch Dérant-Lakoué      | PSD                      | 13 344    | 1,33  |
|                          | Charles Massi            | FDM                      | 13 143    | 1,31  |
|                          | Fidèle Gouandjika        | Ind.                     | 9 431     | 0,94  |
|                          | Joseph Abossolo          | Ind.                     | 8 626     | 0,86  |
|                          |                          |                          |           |       |
| Votes valides            | Votes valides            | Votes valides            | 1 003 304 | 99,26 |
| Votes blancs et nuls     | Votes blancs et nuls     | Votes blancs et nuls     | 7 440     | 0,74  |
| Total                    | Total                    | Total                    | 1 010 744 | 100   |
| Abstention               | Abstention               | Abstention               | 698 342   | 40,86 |
| Inscrits / participation | Inscrits / participation | Inscrits / participation | 1 709 086 | 59,14 |